# Xã Rozetta, Quận Henderson, Illinois
Xã Rozetta (tiếng Anh: Rozetta Township) là một xã thuộc quận Henderson, tiểu bang Illinois, Hoa Kỳ. Năm 2010, dân số của xã này là 271 người.